# Strada statale 131 bis Carlo Felice

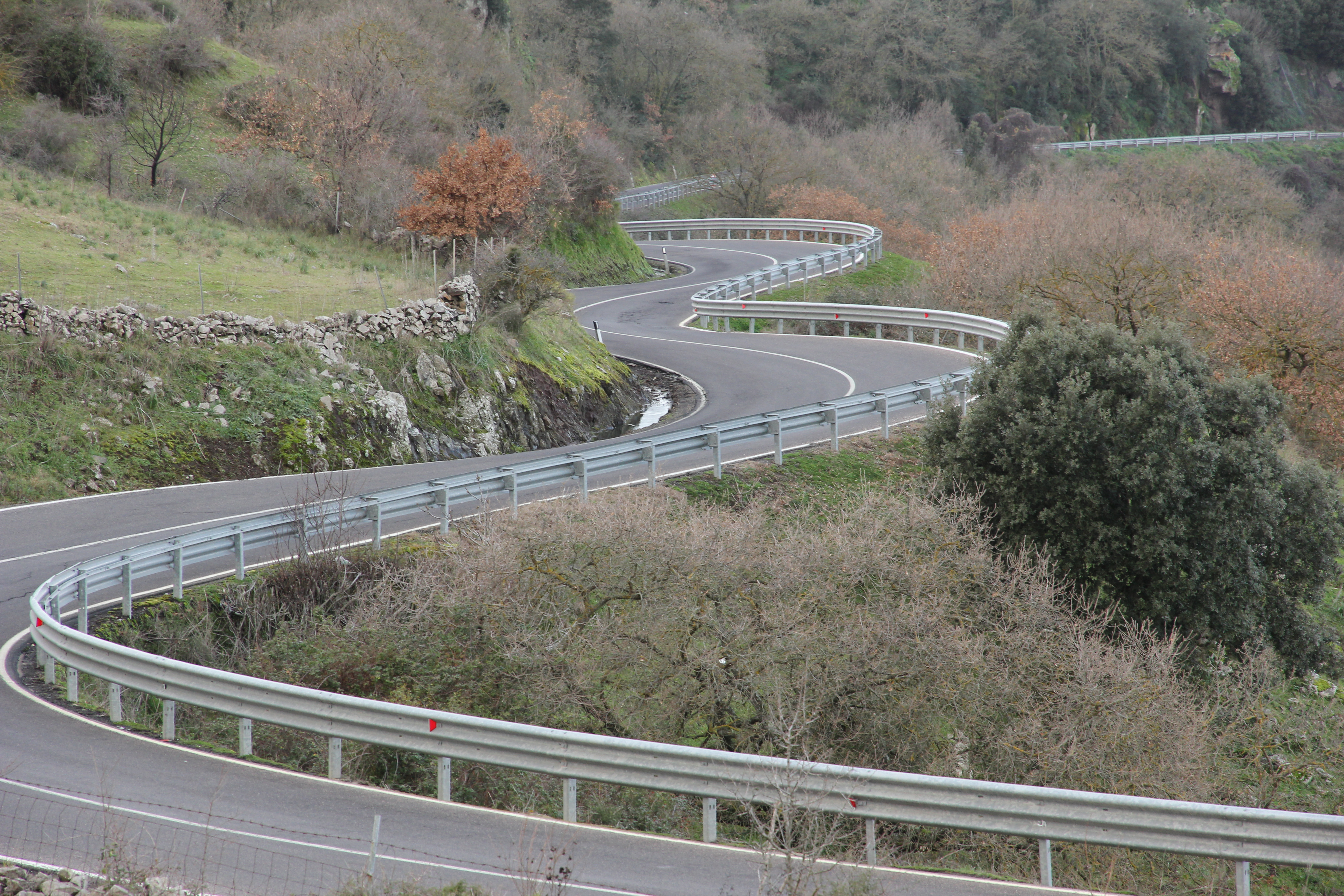
In tratto della 131 bis in prossimità della vecchia cantoniera di Pianu (Bessude)

La strada statale 131 bis Carlo Felice (SS 131 bis) è una strada statale italiana sita in Sardegna.
Scorre da sud-ovest a nord-est per 37,018 km, l'isola da sud a nord nella sua parte occidentale per 231,559 km, collega Torralba a Uri passando per Thiesi e Ittiri, nella provincia di Sassari.
Inizia diramandosi dalla strada statale 131 Carlo Felice e termina confluendo nella strada statale 127 bis Settentrionale Sarda. È interamente gestita dal compartimento di Sassari dell'Anas.

## Percorso
Dirigendosi in direzione nord-ovest, attraversa il territorio del comune di Thiesi, toccandone il centro abitato, scorre vicino alla diga del Bidighinzu per poi salire pian piano di quota su un percorso curvilineo fin nei pressi del monte Gherra. Digradando verso la pianura, entra nel territorio comunale di Ittiri e giunge in pochi km in località Cantoniera Scala Cavalli (nel comune di Uri), dove si innesta sulla strada statale 127 bis Settentrionale Sarda non lontana dalla diga del Cuga.